# Arrondissement des Niayes
Das Arrondissement des Niayes ist eines der drei Arrondissements, in die das Département Pikine gegliedert ist, das seinerseits deckungsgleich ist mit dem Stadtgebiet von Pikine, einer Millionenstadt des Senegal in der Metropolregion Dakar. Das Arrondissement umfasst vier Communes d’arrondissement.
Mit Décret n°2021-687 vom 28. Mai 2021 erhielt das Arrondissement durch den Präsidenten der Republik unter dem Namen Département de Keur Massar den Rang eines Départements und wurde somit aus dem Département Pikine ausgegliedert. Ferner wurde aus dem Département Rufisque die Stadt Jaxaay-Parcelles dem neu geschaffenen Département zugeordnet. Mithin umfasst die Verwaltungsgliederung Senegals nunmehr 46 Départements.

## Geografie
Das Arrondissement liegt im Nordosten der Cap-Vert-Halbinsel an der Grande-Côte mit den sie begleitenden Küstendünen und in den Feuchtgebieten der Niayes. Es umfasst die nordöstlichen Stadtbezirke von Pikine. Das Arrondissement hat eine Fläche von 40,4 km².

## Bevölkerung

Gliederung der Arrondissements in Pikine

Die letzten Volkszählungen ergaben für das Arrondissement jeweils folgende Einwohnerzahlen:
| Communes d’arrondissement | Fläche km² | Einwohner 2002 | Einwohner 2013 |
| Yeumbeul Nord             | 8,3        | 104 199        | 168 379        |
| Yeumbeul Sud              | 1,1        | 80 439         | 96 956         |
| Malika                    | 9,0        | 14 167         | 32 130         |
| Keur Massar               | 22,0       | 57 253         | 201 653        |
| Arrondissement zusammen   | 40,4       | 256 058        | 499 118        |